# Vrela (časopis)
Vrela je časopis ogranka Matice hrvatske iz Daruvara.
Po naravi je glasilo za znanost i kulturu.
Pored hrvatskih tema i tema posvećene Hrvatima, „Vrela” su nerijetko imala članke posvećene češkoj manjini u Hrvatskoj.